# The Blues
Martin Scorsese Presents... The Blues és una sèrie de documentals dirigits per Martin Scorsese creats en ocasió del 100 aniversari del blues. L'any 2003 ha estat declarat «any del blues» als Estats Units. Scorsese ha volgut donar la possibilitat a alguns dels cineastes més creatius d'expressar la seva passió per aquesta música.
Ha sortit una col·lecció de 7 pel·lícules que havia de permetre als més joves de descobrir el blues, d'apreciar-ne el geni, de veure’n l'origen (la lluita contra l'esclavitud) i de comprendre'n les relacions amb la música que escolten.
1. The Soul of a Man de Wim Wenders
2. La Route de Memphis de Richard Pearce
3. Feel Like Going Home de Martin Scorsese
4. Devil's Fire de Charles Burnett
5. Red, White and Blues de Mike Figgis
6. Godfathers and Sons de Marc Levin
7. Piano Blues de Clint Eastwood

Seguiria una sèrie d'àlbum musicals de compilació, un habitual amb les músiques dels documentals (The best of the blues), però també d'altres sobre els bluesmen contemporanis (Taj Mahal, Keb Mb…)
- Martin Scorsese Presents
- Martin Scorsese Presents The Blues: Jimi Hendrix